# Georg Forster (Komponist)
Georg Forster (* um 1510 in Amberg, Oberpfalz; † 12. November 1568 in Nürnberg) war ein deutscher Komponist, Arzt und Musikherausgeber der Renaissance.

## Leben und Wirken
Georg Forster entstammte einer alteingesessenen Amberger Bürgerfamilie; sein Vater war der Schwarzfärber Hans Forster. In seiner Jugendzeit kam er 1521 an die Heidelberger Kantorei von Kurfürst Ludwig X., welche unter Leitung des Kapellmeisters und Komponisten Lorenz Lemlin stand. Er erhielt dort eine gründliche musikalische Ausbildung; zu seinen Mitschülern gehörten unter anderen Caspar Othmayr, Jobst von Brandt und Stefan Zirler, was zu einer lebenslangen Freundschaft mit diesen Komponisten führte. Forster blieb bis 1531 in Heidelberg, studierte an der Universität noch alte Sprachen und erwarb hier im Sommer 1528 den Grad eines baccalaureus artium. Für seine musikalische Entwicklung waren die Beziehungen in Heidelberg von großer Tragweite: Hier legte er den Grundstock zu seiner großen Sammlung Frische teutsche Liedlein, und die Komponisten, mit denen er in Heidelberg studierte, sind in dieser Sammlung besonders stark vertreten.
Ab dem Jahr 1531 ging Forster nach Ingolstadt, um Medizin zu studieren; einer seiner Lehrer war hier der herausragende Botaniker Leonhart Fuchs. Vielleicht waren religiöse Gründe die Ursache, dass Forster nach drei Jahren Ingolstadt wieder verließ. Es gibt eine Mutmaßung von Musikhistorikern, dass sich der Komponist zum Protestantismus hingezogen fühlte und er sich im deutlich katholisch geprägten Ingolstadt nicht dauerhaft heimisch fühlte, obwohl die Universität dieser Stadt erst in den späten 1540er Jahren vom Jesuitenorden übernommen wurde. Forster könnte den Wunsch gehegt haben, sich über Luthers Lehren aus erster Hand informieren zu können, und er verlegte deshalb den Ort seines Medizinstudiums ab 1534 als Stipendiat nach Wittenberg, besuchte dort zusätzlich die Vorlesungen von Philipp Melanchthon und Matthias Garbitius und war nach einiger Zeit auch Gast in Luthers Tischgemeinschaft. Sein kompositorisches Können weckte das Interesse Luthers als Musikliebhaber, und der Reformator wünschte von Forster die Vertonung von Bibelpassagen. In dem Nürnbergischen Gelehrten-Lexikon von Georg Andreas Will heißt es im Ergänzungsteil (1818) von Christian Conrad Nopitch: „Luther vergnügte sich hauptsächlich an seiner Musik und ließ sich auch Psalmen und verschiedene Schriftstellen von ihm componiren“. Auch Herzog Ernst von Sachsen war angetan von Forsters musikalischen Fähigkeiten und lud ihn öfters zu Aufführungen an seinen Hof.
Nach seinem Studienabschluss 1539 wirkte Forster vorübergehend in Würzburg und wurde dann in Heidelberg der Leibarzt von Pfalzgraf Wolfgang, Herzog von Zweibrücken. Er begleitete ihn 1542/43 auf dem beschwerlichen Feldzug gegen den Herzog von Jülich-Kleve und den französischen König. Anschließend setzte er seine Ausbildung in Tübingen fort, vermutlich, weil Fuchs und Garbitius inzwischen hier lehrten. Hier promovierte Forster am 27. September 1544 zum Doktor der Medizin. Danach wirkte er zunächst in seiner Heimatstadt Amberg als „gemeiner Stadt Doctor“ von Anfang 1545 bis Ostern 1547; in diese Zeit fällt seine Verheiratung mit Sabine Portner aus Theuern bei Amberg. Schließlich ging er nach Nürnberg, wo er zum Leibarzt von Abt Friedrich zu Hailsbronn ernannt wurde. In dieser Stadt blieb er 20 Jahre bis zu seinem Tod. In Nürnberg wurde er in die Geschworenen Nürnberger Ärzte aufgenommen und machte von hier aus zahlreiche Krankenbesuche in Orte der näheren und weiteren Umgebung. Als Arzt und Sprachgelehrter war er zu Lebzeiten besser bekannt denn als Komponist. Ihm stand ein reiches Wissen auf verschiedenen Gebieten zur Verfügung, was auch seine Bibliothek mit rund 100 Bänden bezeugt. Diese enthielt neben medizinischen Werken auch theologische, philosophische und musiktheoretische Schriften, darunter die Traktate von Sebald Heyden und Adrianus Petit Coclico. Die Varianten und unterschiedlichen Vorworte zu seiner großen Liedsammlung Frische teutsche Liedlein beweisen, dass Forster bis mindestens 1561 die Neuauflagen der Sammlung selbst redaktionell überwacht hat. Er hatte auch den Plan zur Veröffentlichung einer Sammlung geistlicher Werke von Brandt, Othmayr und anderen, was er aber nicht mehr verwirklichen konnte. Georg Forster starb im Herbst 1568 möglicherweise an den Folgen einer Epidemie, die im Frühjahr in Nürnberg grassierte.

## Bedeutung
Die Kompositionen und Veröffentlichungen von Georg Forster waren wesentlich von den religiösen Bewegungen seiner Zeit beeinflusst. Seine Psalmvertonungen, Magnificat-Antiphonen und deutschen Kirchenlieder entsprechen dem Repertoire des lutherisch-protestantischen Gottesdienstes um die Mitte des 16. Jahrhunderts. Insgesamt hielt sich der Komponist, im Gegensatz zu seinen Zeitgenossen wie Othmayr, in konservativer Weise an den Cantus-firmus-Stil aus dem ersten Viertel des 16. Jahrhunderts, was auch der erste Band seiner Frischen teutschen Liedlein zeigt, in dem auch repräsentative Werke der vorangegangenen Generation wie Heinrich Isaac und Heinrich Finck enthalten sind. Erst in seiner späteren Zeit, in den 1540er Jahren, und auch dann nur gelegentlich, macht er von einer stärkeren imitatorischen Verknüpfung der Stimmen nach niederländischem Vorbild Gebrauch, so in dem 1544 oder später entstandenen, vielleicht selbst gedichteten Lied „On Gottes Gnad ward in den tod Ludwig Pfaltzgraff ergeben“ auf den Tod des Pfalzgrafen Ludwig V. im dritten Teil der Frischen teutschen Liedlein. Ein besonders meisterhaftes Stück Forsters stellt seine fünfstimmige Bearbeitung des Liedes „Vom Himmel hoch“ dar, in dem die neuere Melodie im Tenor und die ältere im Sopran erklingt. Sie ist bei Georg Rhau 1544 erschienen.
Im Gegensatz zu seinem kompositorischen Schaffen leistete Forster als Liedsammler und Musikherausgeber einen ungleich größeren Beitrag zur Musikgeschichte. Seine fünfteilige Sammlung Frische teutsche Liedlein, die 321 vierstimmige und 52 fünfstimmige Tenorlieder von etwa 50 Komponisten enthält, besitzt in der Überlieferungsgeschichte des deutschen Liedes einen herausragenden Rang. Sie bietet wie kein anderer Sammeldruck seiner Zeit einen umfassenden Querschnitt durch das gesamte deutsche Liedschaffen der ersten Hälfte des 16. Jahrhunderts mit einer Typenvielfalt vom Volkslied bis zur Hofweise, vom Trinklied bis zum geistlichen Lied. Gegenüber anderen zeitgenössischen Publikationen wie etwa dem Liederbuch von Erhard Öglin von 1521 und den Liederbüchern von Hans Ott von 1534 und 1543 zeigt Forsters Sammlung einen größeren Umfang, eine repräsentative Vollständigkeit und eine komplette Wiedergabe der zugehörigen Texte. Nachdem alle Teile der Sammlung im Titel die Worte „teutscher Liedlein“ enthalten, gab ihr die Musikforscherin M. Elizabeth Marriage in der unvollständigen, 1903 begonnenen Ausgabe den Gesamtnamen „Frische teutsche Liedlein“, unter dem sie noch heute bekannt ist.
Der am stärksten vertretene Komponist ist Jobst von Brand mit 51 Stücken, gefolgt von Forster selbst mit 38 Werken; danach folgen Ludwig Senfl, Caspar Othmayr, Stefan Zirler und Lorenz Lemlin, womit die Mitglieder des „Heidelberger Kreises“ zahlreich vertreten sind. Auch Kompositionen von Heinrich Isaac, Heinrich Finck, Arnold von Bruck und Sixt Dietrich sind enthalten, während der zweite Band zu mehr als der Hälfte aus anonymen Werken besteht. Der erste, 1539 erschienene Band wurde sehr beliebt und erlebte fünf Neuauflagen, was den Komponisten vermutlich dazu bewog, die Reihe fortzusetzen. Der vierte und fünfte Band, beide 1556 erschienen, illustrieren im Vergleich mit den Bänden eins bis drei den stilistischen Umbruch im Liedschaffen des 16. Jahrhunderts mit den späten Werken von Brandt und Othmayr. In allen fünf Teilen zeigt Forster, dass man die Lieder auch ohne Instrumentalbegleitung nur mit Singstimmen aufführen kann. War die Vorlage eines Liedes nur im Tenor textiert, bemühte er sich, auch die anderen Stimmen mit Text zu versehen, und er korrigierte und veränderte die Textunterlegung. Dies führte an den entsprechenden Stellen dazu, Noten zu spalten oder zusammenzuziehen, oder Textglieder wegzulassen oder einzufügen. Das hat ihm vielfach den Vorwurf einer gewissen Nachlässigkeit in der Editionsarbeit eingetragen, so von Elizabeth Marriage und Robert Eitner, jedoch war dies auf eine bewusste künstlerische Absicht zurückzuführen.
Nachdem in den meisten gedruckten Volksliedern des 16. Jahrhunderts die Melodien nicht mit abgedruckt wurden, sondern nur mit dem Hinweis „Im Thon“ auf die zugehörige Melodie verweisen, hat Forster mit seiner Sammlung „thon“ und Wort zusammengeführt und auf diese Weise Hunderte von Volksliedern der früheren Neuzeit vor dem Vergessen bewahrt. Darüber hinaus hat eine kaum übersehbare Zahl von Komponisten bis zur Mitte des 17. Jahrhunderts immer wieder auf Forsters Sammlung zurückgegriffen. „Es war sein bleibendes Verdienst, mit den Frischen teutschen Liedlein ein Dokument bürgerlicher Musikkultur geschaffen zu haben, mit dem die Stadt Nürnberg als die Stadt der Sammler, Verleger und Drucker die Tradition des Lochamer-Liederbuchs und des Liederbuchs von Hartmann Schedel würdig fortgesetzt hat“ (Kurt Gudewill in der Quelle MGG, 1. Auflage von 1989).

## Werke
- Geistliche Kompositionen und andere Werke mit lateinischem Text
  - Motette „Conclusit Deus omnia“ zu vier Stimmen, Wittenberg 1538
  - Motette „Domine clamavi“ zu vier Stimmen, Wittenberg 1538
  - Motette „Esurientes“ zu zwei Stimmen, Nürnberg 1549
  - Magnificat quinti toni zu drei Stimmen, Wittenberg 1542
  - Motette „Non potest homo quicquam“ zu vier Stimmen
  - Motette „Quid queritis“ zu vier Stimmen, Wittenberg 1539
  - Motette „Timete Dominum“ zu zwei Stimmen, Wittenberg 1545
  - Sieben Magnificat-Antiphonen zu vier Stimmen, Wittenberg 1540
- Geistliche Kompositionen mit deutschem Text
  - „Aus tiefer not schrey ich zu dir“ zu drei Stimmen, Nürnberg 1541
  - „O weh der zeit die ich vorzeit“ zu zwei Stimmen
  - „Tröst mich o Herr in meiner not“ zu vier Stimmen, Wittenberg 1544
  - „Vom Himmel hoch, da komm ich her“ zu fünf Stimmen, Wittenberg 1544
  - „Wol dem der in Gottes forcht stet“ zu drei Stimmen
- Lateinische weltliche Werke
  - „Es locus Elysium“ zu vier Stimmen (?), Nürnberg 1554
- Deutsche weltliche Werke
  - „Ach Maidlein fein, bedenk dich schon“ zu vier Stimmen, Nürnberg 1549
  - „Ach Maidlein fein möcht es gesein“ zu vier Stimmen
  - „Der heilig Herr Sant Matheis“ zu vier Stimmen, Nürnberg 1540
  - „Der Ziegler auf der Hütten saß“ zu vier Stimmen, Nürnberg 1540
  - „Dieweil umbsunst jetz alle Kunst“ zu vier Stimmen, Nürnberg 1539
  - „Ein A. freundlich, schön und lieblich“ zu vier Stimmen, Nürnberg 1539
  - „Erweckt hat mir das herz zu dir“ zu vier Stimmen, Nürnberg 1539
  - „Glück wiederstel, was Ungefäll“ zu vier Stimmen, Nürnberg 1539
  - „Gut Gsellen und auch kühler Wein“ zu vier Stimmen, 1549
  - „Herzliebster Mann“ zu vier Stimmen, 1549
  - „Herzliebster Wein, von mir nit weich“ zu vier Stimmen, 1549
  - „Hoho lieber Hans“ zu vier Stimmen, 1540
  - „Ich armer Knab bin gar schabab“ zu vier Stimmen, 1549
  - „Ich bin ein Weißgerber genannt“ zu vier Stimmen, 1549
  - „Ich hab’s gewagt, herzliebste Maid“ zu vier Stimmen, 1539
  - „Ich junger Mann, was hab ich g’tan“ zu vier Stimmen, 1549
  - „In deutschem Land was etwas Schand“ zu vier Stimmen, 1549
  - „Kein Freud auf Erd“ zu vier Stimmen, 1539
  - „Man sagt von gselschaft mechtig vil“ zu vier Stimmen, Nürnberg 1556
  - „Mein freundlichs B“ zu vier Stimmen, 1549
  - „Mit freuden gen wir in das hauß“ zu fünf Stimmen, Nürnberg 1556
  - „Nach Lust hätt’ ich mir auserwählt“ zu vier Stimmen, 1549
  - „Ohn Ehr und Gunst lebt itz der Glehrt“ zu vier Stimmen, 1539
  - „Ursach tut viel“ zu vier Stimmen, 1549
  - „Vergangen ist mit Gluck und Heil“ zu vier Stimmen, 1539
  - „Verlorner Dienst, der sind gar viel“ zu vier Stimmen, 1549
  - „Von Gottes Gnad ward in den Tod“, Gesang auf den Tod von Fürst Ludwig V. von der Pfalz zu vier Stimmen, 1549
  - „Vorzeiten was ich lieb und wert“ zu vier Stimmen, 1549
  - „Was Entelein, was Gänselein“ zu vier Stimmen, 1540
  - „Was leit mir dran“ zu vier Stimmen, 1549
  - „Wen’s müht, der freß“ zu vier Stimmen, 1549
  - „Wie kummt’s, daß ich so traurig bin?“ zu vier Stimmen, 1540
  - „Wiewohl viel herter Orden sind“ zu vier Stimmen, 1549
  - „Willig und treu ohn alle Reu“ zu vier Stimmen, 1539
  - „Wo ich mit Leib nit kommen mag“ zu vier Stimmen, 1549
  - „Zween Brüder zogen aus Schlauraffenland“ zu vier Stimmen, 1540
- Geistliche Editionen: von Forster herausgegebene Sammlungen, erschienen in Nürnberg
  - „Selectissimarum mutetarum partim quinque partim quatuor vocum tomus primus“, 1540, mit 27 Motetten zu vier bis fünf Stimmen
  - „Tomus tertius psalmorum selectorum quatuor et quinque, et quidam pluricum vocum“, 1542, mit 40 Psalm-Motetten zu vier und mehr Stimmen
- Weltliche Editionen: von Forster herausgegebene Sammlungen, erschienen in Nürnberg
  - „Ein auszug guter alter und newer teutscher Liedlein, einer rechten teutschen Art, auff allerley Instrumenten zu brauchen, ausserlesen“, 1539, mit 130 Liedern zu vier Stimmen; 2. Auflage 1543, 3. Auflage 1549, vierte Auflage 1552, fünfte Auflage 1560
  - „Der ander Theil, kurtzweiliger guter frischer teutscher Liedlein, zu singen vast lustig“, 1540, mit 71 Liedern zu vier Stimmen; 2. Auflage mit verändertem Titel und sieben zusätzlichen Liedern 1549, 3. Auflage 1553, vierte Auflage 1565
  - „Der dritte Teyl, schöner, lieblicher, alter, und newer teutscher Liedlein“, 1549, mit 80 Liedern zu vier Stimmen; 2. Auflage mit verändertem Titel und Vorwort 1552, 3. Auflage 1563
  - „Der vierdt Theyl schöner frölicher frischer alter und newer teutscher Liedlein“, 1556, mit 40 Liedern zu vier Stimmen
  - „Der fünffte Theil schöner frölicher alter und newer teutscher Liedlein“, 1556, mit 52 Liedern zu fünf Stimmen